# خانه عارف قزوینی
خانه عارف قزوینی مربوط به دوره قاجار است در قزوین، محله حمدالله مستوفی، «کوچه، خیابان» صوفیان محله پنبه ریسه که انتهای آن «کوچه، خیابان» به خیابان باغ دبیر، راه پیدا می‌کند قرار دارد.

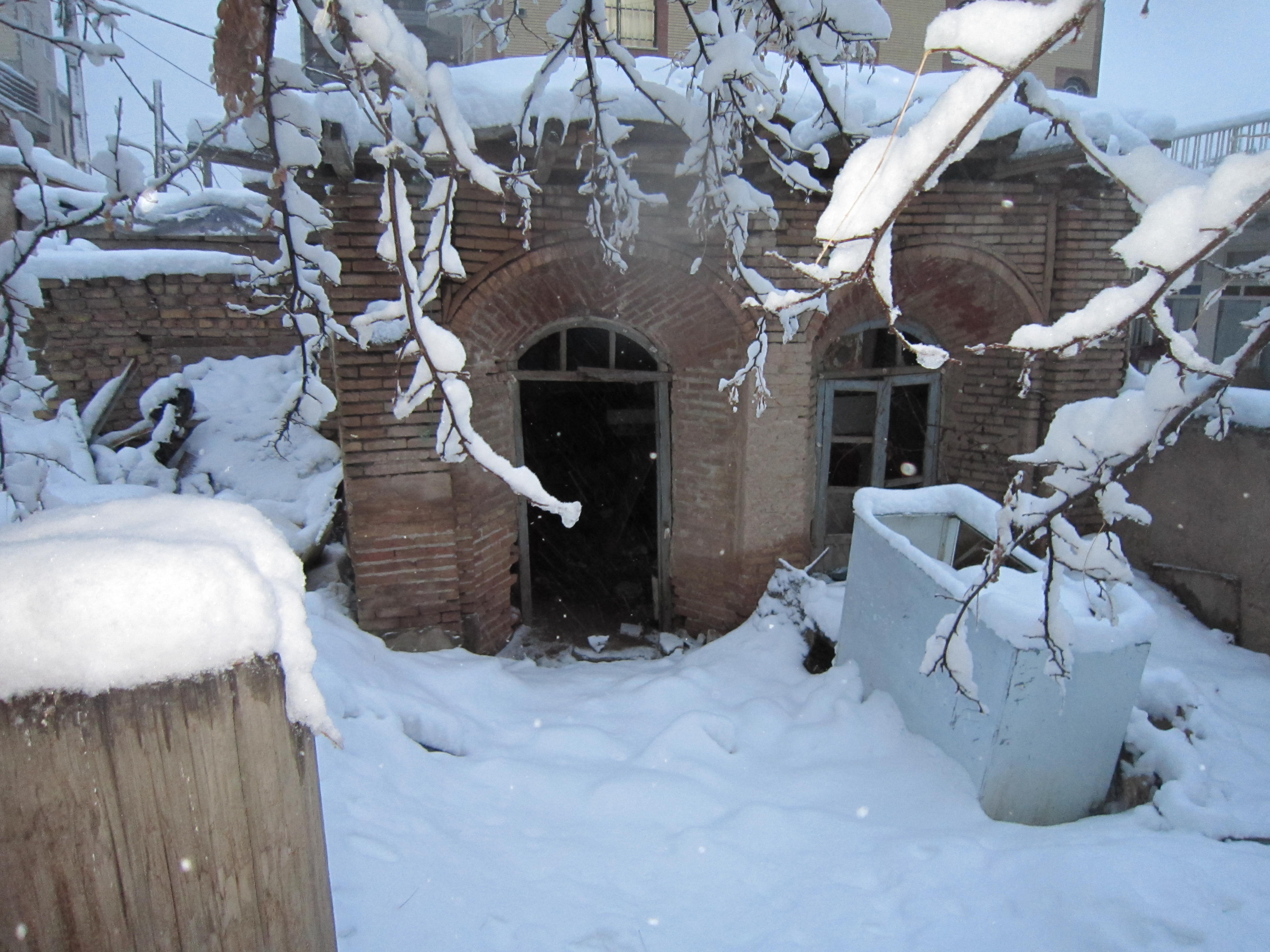
خانه شاعر ملی، عارف قزوینی در یک روز برفی.

این خانه ویژگی‌های کامل جهت کاربری‌هایی چون خانه موسیقی و هنر، و موزهٔ یادبود عارف قزوینی به عنوان یک آثار باستانی ایران را داشته، اما بر اثر عدم رسیدگی و مرمت ضلع غربی آن به کلی تخریب گشت. این اثر در تاریخ ۱۹ مرداد ۱۳۸۴ با شمارهٔ ثبت ۱۲۹۰۴ به‌عنوان یکی از آثار ملی ایران به ثبت رسیده است.

## تخریب خانه عارف
در تاریخ سیزدهم شهریور ماه سال یک هزار و چهارصد سه، آثار باقی‌مانده در خانهٔ منسوب به «عارف» در محله «پنبه‌ریسه» که از این خانه که تا سه چهار سال پیش یکی دو اتاق باقی‌مانده بود، بعد از این اتفاق، تنها بخشی کوچکی از یک زیرزمین مانده بود بدون حضور کارشناسان میراث فرهنگی تخریب شد.

## تخریب بنایی که همه عناصرِ یک خانه را داشت
آسیب‌ها و تخریب‌هایی که این خانه با دو اتاق، یک زیرزمین، یک مطبخ و سرویس بهداشتی با آن مواجه بود، به حدی است که امروز دیگر هیچ نشانی از خانه شاعر ملی در خود ندارد. در زمان ثبت، این خانه تاریخی تقریباً همه عناصرِ یک‌خانه را در خود داشته است.